# منطقه نظامی جنوب (مصر)

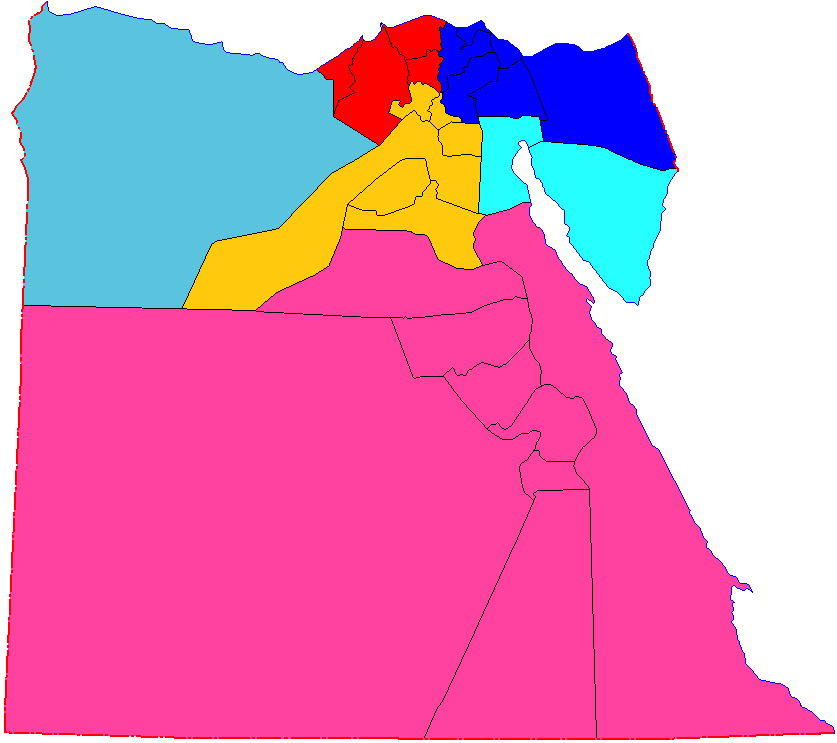
تقسیم بندی مناطق نظامی مصر

منطقه نظامی جنوب یکی از چهار منطقه نظامی نیروهای مسلح مصر است و مقر آن در اسیوط قرار دارد. بر اساس قانون اساسی مصر اداره ارتش مصر برعهده وزارت دفاع مصر می‌باشد.

## فرماندهان
- عمرو گمیل.[۱]
- محب حبشی خلیل.[۲]
- خالد لبیب.[۳]
- ایمن نعیم ثابت.[۴]
- توفیق خالد سعید.[۵]
- شریف سیف الدین.[۶]
- یحیی طه الحمیلی.[۷]
- محمد عرفات.[۸]
- محسن الشذلی.[۹]
- صلاح الشربینی.[۹]
- نجیب عبدالسلام.[۱۰]
- محمد المغنی.[۱۰]
- محسن الفنگری.[۱۱]
- طه السید.[۱۲]
- سعد خلیل.[۱۳]
- صالح الحسینی.[۱۴]
- السعید عبدالرازک.[۱۵]
- سعید ناسف.[۱۶]
- محمد الفتح کریم.[۱۷]